# اس‌ام یوبی-۱۱۵
اس‌ام یوبی-۱۱۵ (به انگلیسی: SM UB-115) یک زیردریایی است که طول آن ۵۵٫۳ متر (۱۸۱ فوت) می‌باشد. این زیردریایی در سال ۱۹۱۷ ساخته شد.